# Kilian Nikièma
Kilian Nikièma (Voorburg, 22 giugno 2003) è un calciatore olandese naturalizzato burkinabé, portiere dell'ADO Den Haag e della nazionale burkinabé.

## Carriera

### Club
Ha giocato nella prima e nella seconda divisione olandese con l'ADO Den Haag.

### Nazionale
Ha giocato nelle nazionali giovanili olandesi Under-15, Under-16 ed Under-17.
Ha debuttato in nazionale il 4 settembre 2019, nell'amichevole Libia-Burkina Faso (0-1). Con la nazionale ha partecipato alla Coppa d'Africa 2021. È sceso in campo, inoltre, nelle qualificazioni alla Coppa d'Africa 2023, competizione per la quale è poi stato convocato.

## Statistiche

### Cronologia presenze e reti in nazionale
| Cronologia completa delle presenze e delle reti in nazionale ― Burkina Faso | Cronologia completa delle presenze e delle reti in nazionale ― Burkina Faso | Cronologia completa delle presenze e delle reti in nazionale ― Burkina Faso | Cronologia completa delle presenze e delle reti in nazionale ― Burkina Faso | Cronologia completa delle presenze e delle reti in nazionale ― Burkina Faso | Cronologia completa delle presenze e delle reti in nazionale ― Burkina Faso | Cronologia completa delle presenze e delle reti in nazionale ― Burkina Faso | Cronologia completa delle presenze e delle reti in nazionale ― Burkina Faso |
| Data                                                                        | Città                                                                       | In casa                                                                     | Risultato                                                                   | Ospiti                                                                      | Competizione                                                                | Reti                                                                        | Note                                                                        |
| --------------------------------------------------------------------------- | --------------------------------------------------------------------------- | --------------------------------------------------------------------------- | --------------------------------------------------------------------------- | --------------------------------------------------------------------------- | --------------------------------------------------------------------------- | --------------------------------------------------------------------------- | --------------------------------------------------------------------------- |
| 4-9-2019                                                                    | Marrakech                                                                   | Libia                                                                       | 0 – 1                                                                       | Burkina Faso                                                                | Amichevole                                                                  | -                                                                           |                                                                             |
| 7-6-2022                                                                    | Johannesburg                                                                | eSwatini                                                                    | 1 – 3                                                                       | Burkina Faso                                                                | Qual. Coppa d'Africa 2023                                                   | -1                                                                          |                                                                             |
| 18-6-2023                                                                   | Praia                                                                       | Capo Verde                                                                  | 3 – 1                                                                       | Burkina Faso                                                                | Qual. Coppa d'Africa 2023                                                   | -3                                                                          |                                                                             |
| 13-10-2023                                                                  | Malabo                                                                      | Guinea Equatoriale                                                          | 0 – 0                                                                       | Burkina Faso                                                                | Amichevole                                                                  | -                                                                           |                                                                             |
| 22-3-2024                                                                   | Casablanca                                                                  | Libia                                                                       | 2 – 1                                                                       | Burkina Faso                                                                | Amichevole                                                                  | -2                                                                          |                                                                             |
| 6-6-2024                                                                    | Il Cairo                                                                    | Egitto                                                                      | 2 – 1                                                                       | Burkina Faso                                                                | Qual. Mondiali 2026                                                         | -2                                                                          |                                                                             |
| 10-6-2024                                                                   | Bamako                                                                      | Burkina Faso                                                                | 2 – 2                                                                       | Sierra Leone                                                                | Qual. Mondiali 2026                                                         | -2                                                                          |                                                                             |
| Totale                                                                      |                                                                             | Presenze                                                                    | 7                                                                           |                                                                             | Reti                                                                        | -10                                                                         |                                                                             |